# Слепые (арт-группа)
«Слепые» — арт-группа в составе: Анна Кузнецова (идеолог проекта, танцовщица) и Александр Маргорин (скульптор, конструктор, писатель). Сфера деятельности группы — синтетическое искусство: акционизм, перформанс, видео-арт, энвайронмент, современный танец. Эстетику проектов «Слепых» можно охарактеризовать как «консервативный авангард», сочетающий использование архаического образного ряда и технически сложной объектной среды. Впервые группа заявила о себе в 1993 г. в рамках деятельности коммуны художников «Заповедник Искусств на Петровском Бульваре» . В проектах группы в разное время принимали активное участие: писатель Юрий Нечипоренко, писатель и журналист Василий Лифанов, композитор и художник Чеслав Мерк, художник-аниматор Наталья Антипова. В свою очередь, «Слепые» участвовали в совместных проектах с такими известными художниками и мастерами перформанса, как Герман Виноградов, Виктор Лукин, Борис Марковников, Наталья Смолянская, Юрий Нечипоренко. Группа «Слепые» сотрудничала с Петром Мамоновым, Сергеем Лобаном и творческим объединением СВОИ2000: спектакль «Мыши, мальчик Кай и Снежная Королева», фильм «Пыль», а также с арт-рок-проектом «Время Альбиносов» (продюсер — Дмитрий Романов).

## История
История арт-группы началась 18 декабря 1993 года, когда танцовщица московского театра моды и пластики «Данс-Модель» Анна Кузнецова и участник движения за Анонимное и Бесплатное Искусство Александр Маргорин заявили о возникновении проекта «Слепые» «барабанной акцией» в одном из помещений коммуны художников «Заповедник Искусств на Петровском Бульваре». Название группы стало манифестом политических взглядов и творческого метода художников, считавших всякую «видимость» и «очевидность» происходящего в стране и современном искусстве «политической бутафорией», «муляжом» и стремившихся в своих субъективных оценках полагаться только на непосредственный контакт с явлениями — «на-ощупь». Когда удаётся нащупать нечто настоящее, живое, задеть «струны» Реальности, рождается история — Миф. Миф и есть подлинная реальность. Слепые конструируют ситуацию в пространстве Мифа и проживают её в телах его обитателей: чудовищ, богов и героев. Здесь всё — настоящее и ничего — «актуального». Неслучайно сотрудничество арт-группы Слепые и арт-группы «Пища Богов», организованной писателем Юрием Нечипоренко (который посвятил описанию перформансов ряд статей ), в совместных проектах: «Сказание о Гильгамеше» (Москва, Страстной Бульвар,1996 г.), «Карачун» (Москва, театр Маяковского, 1996 г.) и художественных акциях разного времени.
В 1994 году «Заповедник Искусств» стал строительной площадкой Гостиничного комплекса, и печальный Голубой Ангел наблюдал, как пляшут грохочущие Железные Рыбы из кровельной жести в последний «День Территории» 1-го мая (перформанс в рамках совместной акции художников «Коммуны»). «Слепые» отступили на заранее подготовленную позицию — квартиру в сталинском доме напротив кинотеатра «Форум», ставшую мастерской. С самого начала «Слепые» уделяли большое внимание костюму, создавая образы, в которых человеческий силуэт старательно «размывался» за счёт использования объёмных форм, деревянных конструкций, в том числе — вращающихся колёс на голове, гипсовых слепков частей тела, деревянных клювов и масок на лицах. Кроме того, Слепые активно использовали художественные краски, окрашивая головы, а то — и всё тело в красный, синий или белый цвета.
На момент возникновения арт-группы, Анна и Александр нигде не работали и существовали за счёт случайных заработков. Постоянным источником доходов был сбор бутылок на улицах Москвы. Особенно результативными были «набеги» на прибывающие в Москву поезда дальнего следования. Под видом «встречающего» Александр проникал в вагон, быстро, стараясь не греметь, набивал бутылками большой рюкзак и выходил вместе с пассажирами, провожаемый подозрительным взглядом проводника.
Потом были мытьё и длительная сдача бутылок, после которой «Слепые» шли в продуктовый магазин и уже ни в чём себе не отказывали. В то время видеонаблюдение в магазинах было не так распространено, как сейчас. Это было лучшее время в жизни «Слепых».
Акции и перформансы «Слепых» в «Заповеднике Искусств», совместные с «Пищей Богов» и другими художниками проекты принесли арт-группе определённую известность, о «Слепых» стали писать в газетах и журналах, сюжеты о них начали появляться в новостных выпусках телеканалов. «Слепые» стали «ньюзмейкерами», на их перформансы охотно приезжали съёмочные группы телепрограмм «Вести в 11», «До 16-ти и старше», в различных изданиях появлялись статьи о «Слепых», интервью с ними.
В начале девяностых политическая активность в Москве была высока и левые силы ещё были способны на реванш. «Слепые» не остались в стороне от политической жизни, тем более, что события 93-го года прошли на их глазах, определив их политические симпатии ко всему левому и радикальному.
Брат Анны Кузнецовой, Максим, анархист, состоявший в КАС-КОР , в 93-м году погиб на улице при невыясненных обстоятельствах. В то время такие дела не расследовались: шёл период «первоначального накопления» и у милиции были другие задачи. Это трагическое событие, впрочем, не единственное в 93-м году, сдружило художников с анархистами. Анархисты, по преимуществу — студенты-гуманитарии, «свободные» журналисты — издавали различные «самиздатовские» журналы и «Слепые» приняли активное участие в создании одного из них — журнала «Вуглускр», а также выпустили несколько номеров собственного журнала — «Политика». Так возник «литературный проект» арт-группы «Слепые» и персонаж — «художник-коммунист Саша Маргорин». В рамках «литературного проекта» были опубликованы рассказы «Коммунист», «Пистолет», повесть «Комар-Топор», в газете «Студенческий квартал» напечатаны несколько статей за подписью «художника-коммуниста Саши Маргорина».
В том же 93-м году друг художников пригласил их поработать в принадлежащем ему торговом павильоне, и для «Слепых» наступило время определённой финансовой стабильности. Появились деньги на инструменты и материалы, стало больше времени для работы над проектами. В период с 93-го по 97-й год, когда «Слепые» перестали работать в магазине, были осуществлены такие важные для художников проекты, как: (уточнить хронологию). В этот период начинают происходить, время от времени, коммерческие показы в различных клубах таких, как «Мастер», «Арт-Прима-Мех», «Викинг», «Птюч», «Край». «Слепые» адаптируют свои перформансы к условиям клубов, «приучают» своих персонажей к ограниченному пространству клубной сцены, свету и музыке.
В 98-м году художники получили от ресторана «Лимпопо» заказ на изготовление деревянных скульптур для оформления интерьера. Незадолго до этого по Москве прошёл памятный ураган, который повалил много деревьев на бульварах и в парках, так что недостатка в материале, к сожалению, не было.
«Слепые» с энтузиазмом взялись за новую работу. С помощью бензопилы Александр на месте выпиливал из огромных вязовых кряжей грубые заготовки фигур, тут же, топором придавал им приближённую форму, а потом привозил на машине домой и на лестничной клетке доводил до требуемых размеров. Так жильцы дома узнали, что в квартире 29 живёт замечательный художник. После шлифовки в процесс включалась Анна, которая окрашивала скульптуры, руками втирая в дерево масляную краску. В ресторане Лимпопо появился парк скульптур: Слон со слонёнком, Жираф, Бегемот, Носорог, Зебра, Павианы и, конечно, статуя доктора Айболита (здесь — фото скульптур). Скульптуры понравились заказчику, поступили новые заказы, и «Слепые» решили снять мастерскую.
По воспоминаниям Анны Кузнецовой, всё началось с её детского увлечения классическим балетом. Ещё не понимая сюжетной составляющей этого действа, Аня выделяла для себя особенно выразительные партии: в которых танцовщики, как правило, были облачены в трико тёмных тонов, двигались по сцене расковано и свободно. Позже, узнав о существовании либретто, Аня обнаружила, что все эти партии принадлежат отрицательным персонажам. Положительные же герои и героини в белых пачках и трико вели себя не в пример скучнее, скованней, выглядели слабыми и анемичными. В итоге они одерживали дидактическую, нередко чисто моральную, но — победу, порой обратив в свою пользу средства из арсенала привлекательных злодеев. Победа эта выглядела неестественно, вымученно и не прибавляла симпатии к победившим. Анна открыла для себя притягательность, пластику, эротичность «зла» в искусстве, всё это говорило о его подлинности, в отличие от беспомощного и вечно нуждающегося в авторском протекционизме «добра»:

Само слово «добро» имеет и второй смысл — «много хороших вещей», — что окончательно подрывает его эстетический рейтинг.
— Анна Кузнецова
Анна полностью посвятила себя танцу, но довольно скоро осознала, что рамки классического балета ей тесны, и несколько охладела к этой форме искусства, сохранив уважение к европейской традиции, но отдавая предпочтение современному японскому танцу буто:

Я уважаю классический балет, потому что люди с 5 лет учатся отказываться от тела. <…> У классических танцовщиков фактически нет тела. Они делают такие вещи, которые обычное косное тело делать не может. Техника при этом не важна. <…> Танцоры буто не существуют в теле. Они преображаются, словно расстаются с человеческими органами. Вот это для меня танец.
— Анна Кузнецова
Возникла необходимость расширения творческого пространства за счёт подключения и других выразительных средств, потребность в синтезе различных форм искусства. Что же касается эстетической борьбы добра со злом, в настоящее время Анна не делает столь однозначный выбор в пользу последнего, рассматривая эти категории в стихийной оппозиции, как огонь и воду, которые не могут сосуществовать вместе, противоборствуют, но смысл их противостояния сводится к процессу, а не конечному результату, а потому они равноценны. Один из известных перфомансов «Слепых» заключается в борьбе «празверей» (или «мегазверей») Бобра и Козла: Анна и Александр, ряженые животными, устраивали противоборство, вызывающее в памяти русское народное скоморошество и отсылающее к языческому анимизму .
«Слепые» проповедуют освобождение и от других условностей, включая, казалось бы, базовые: мужчина, женщина, человек. Анна и Александр часто появляются выбритыми наголо, похожие друг на друга как близнецы. Этот отказ, как краеугольный камень творчества, и обусловил название группы.

Видимость претендует на то, чтобы формировать твоё сознание. Лезет в глаза из каждого телевизора, да просто — отовсюду. А сущность ни на что не претендует. Она просто есть. Но она завалена этими агрессивными очевидностями, как мусором. Имеет смысл пробиться именно к сущности, а видимость отменить, так сказать. Слепота — это отмена видимости. Чтоб не мешала. Разборка завалов.
— Анна Кузнецова
Среди других перфомансов «Слепых»: проект «Киндерсюрприз» (совместно с Василием Лифановым, музыка Чеслав Мерк, Карл Орф, Рихард Вагнер), «Перекрёсток» (совместно с Натальей Смолянской, музыка Кузьмы Марковникова), «Андрогин» (музыка Ю. Поповского), «DAS» (музыка Чеслав Мерк, при участии Сергея Либерти (Максимов)) и другие.
Отдельно следует выделить сотрудничество группы с Петром Мамоновым, Сергеем Лобаном и творческим объединением СВОИ2000. Результатом сотрудничества стали спектакль «Мыши, мальчик Кай и Снежная Королева» (2004), для которого группа разработала сценический образ Снежной Королевы, а Анна Кузнецова исполнила эту роль (точнее, согласно концепции, она танцевала партию робота под названием «биомеханический агрегат Айседора Ивановна», а уже робот исполнял роль Снежной Королевы), и фильм «Пыль», для которого группой были предоставлены образы кошмаров главного героя: Птицы и Стальные Бабы (2005).
Последним проектом группы на данный момент является спектакль KillBaker («биомеханическая драма»).
В 2008 году Анна и Александр попали в автомобильную катастрофу, получив серьёзные травмы. С тех пор проект «Слепые» не действует.

## Участие в фестивалях
- 1993 — «Arrieres Jardin’s d’isi et La» — интернациональный проект, Страсбург, Франция.
- 1998 — «Фестиваль Перформанса». Санкт-Петербург, Россия.
- 1999 — «Симпозиум по Современному Танцу для Восточно-европейских стран». Одесса, Украина.
- 1999 — «Фестиваль Импровизационных видов искусства». Одесса, Украина.
- 2000 — «Evolution-000». Фестиваль Современного Танца. Таллинн, Эстония.
- 2000 — «Time, Space, Movement». Фестиваль Перформанса. Пайде, Эстония.
- 2001 — «Скиф-5». Фестиваль современного искусства имени Сергея Курёхина, Санкт-Петербург .
- 2002 — «Фестиваль перформанса» Санкт-Петербург, Россия.
- 2002 — Фестиваль «Мелиорация». Подмосковье, пансионат «Клязьминское водохранилище».

## Участие в выставках и галерейных проектах
- 1996 — «Горожане». Выставка совместно со Светланой Люзиной. Галерея «Ре-Арт», Москва.
- 1997 — «Джаусс!!!» Коллективная выставка в галерее Союза Графиков, Москва.
- 2000 — «Тибет-2000». Коллективная выставка в галерее Фонда Культуры, Москва.
- 2001 — «Направление — Восток. Дорога в Гималаи». Галерея «Кино». Выставочный зал «Малый Манеж», Москва.
- 2001 — «Диалоги». Международная выставка. Центральный выставочный зал «Манеж».
- 2003 — «Диалоги» Международная выставка. Центральный выставочный зал «Манеж», Санкт-Петербург.
- 2004 — Проект «Борьба Бобра с Козлом». Заключительная выставка и перформанс проекта. Галерея «Сэм Брук», Москва.